# Billy Johnston
William Gifford „Billy” Johnston (ur. 16 stycznia 1901, zm. 23 listopada 1964) – szkocki piłkarz, który występował na pozycji napastnika.
W październiku 1927 przeszedł do Manchesteru United ze Stockport County. W latach 1929–1931 grał w Macclesfield Town, gdzie był kapitanem zespołu. W maju 1931 powrócił do Manchesteru United, zaś rok później odszedł do Oldham Athletic. W późniejszym okresie był między innymi menadżerem amatorskiego klubu Frickley Athletic.